# حرمک (زاهدان)
حَرمَک (زاهدان)، روستایی که مرکز دهستان حرمک از توابع بخش مرکزی شهرستان زاهدان در استان سیستان و بلوچستان ایران است.

## جمعیت
این روستا در دهستان حرمک قرار دارد و براساس سرشماری مرکز آمار ایران در سال ۱۳۸۵، جمعیت آن ۳۹۴ نفر (۷۶خانوار) بوده‌است.